# Jan Harte van Tecklenburg

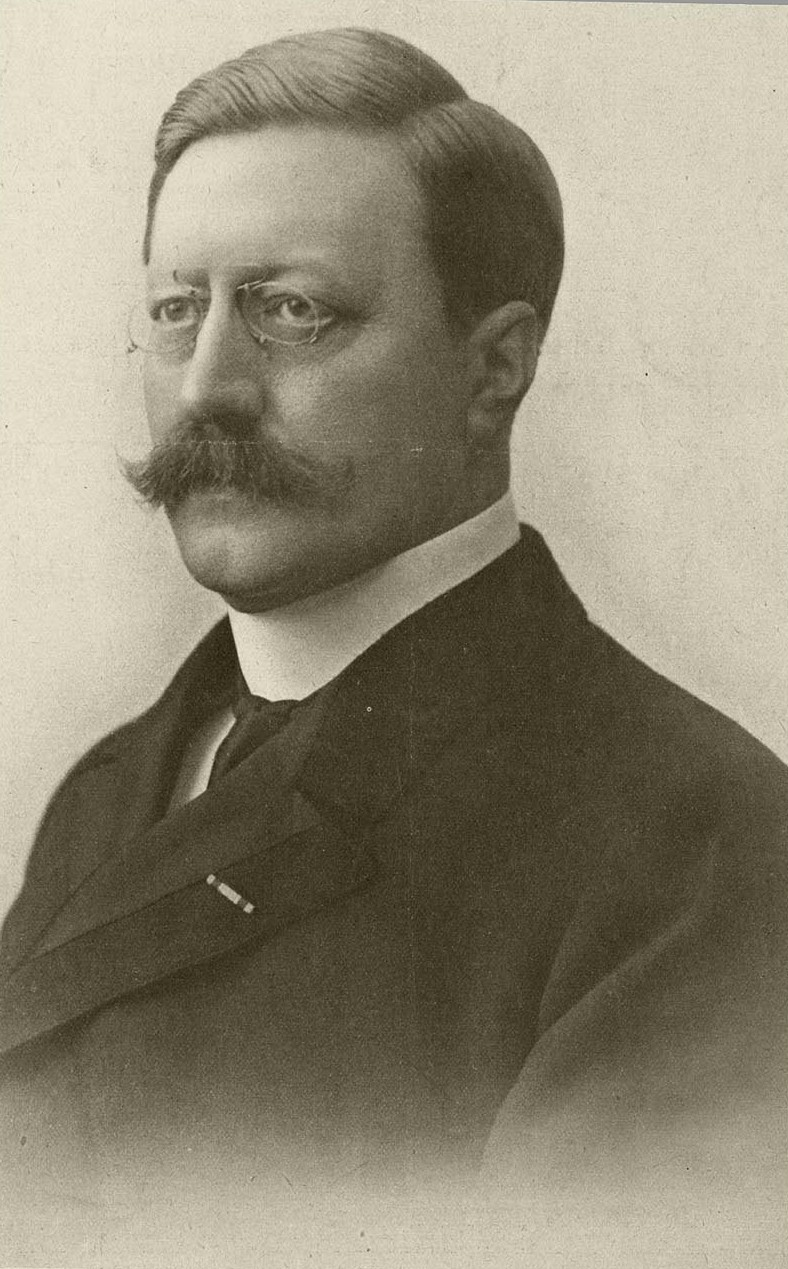
Jan Harte van Tecklenburg (1908)

Joannes „Jan“ Josephus Ignatius Harte van Tecklenburg (Geburtsname: Joannes „Jan“ Josephus Ignatius Harte; * 15. Oktober 1853 in Utrecht; † 4. Juli 1937 in Den Haag) war ein niederländischer katholischer Politiker und Unternehmer, der Mitglied der Zweiten Kammer der Generalstaaten und als Finanzexperte des Rooms-Katholieke Bond van Kiesvereinigingen zwischen 1901 und 1905 Finanzminister im Kabinett Kuyper war. Sein im Februar 1904 vorgelegtes Zollgesetz zur Erhöhung der Einfuhrzölle konnte nicht mehr abschließend behandelt werden. Zuletzt war er zwischen 1908 und 1934 Mitglied des Staatsrates (Raad van State), dessen kommissarischer Vizepräsident er zeitweise war.

## Leben
Joannes „Jan“ Josephus Ignatius Harte heiratete eine Tochter des wohlhabenden Margarinefabrikanten Anton Jurgens und wurde durch den Einfluss seines Schwiegervaters am 1. Mai 1884 erstmals Mitglied der Zweiten Kammer der Generalstaaten (Tweede Kamer der Staten-Generaal) und vertrat in dieser mit kurzer Unterbrechung bis zum 1. August 1901 den Wahlkreis Grave. Nachdem er zu Beginn seiner Parlamentszugehörigkeit dem konservativen Flügel angehörte, schloss er sich später der progressiv-sozialen Gruppen um den Priester Herman Schaepman an. Am 28. Dezember 1894 änderte er seinen Namen nach Genehmigung durch einen Königlichen Beschluss (Koninklijk Besluit) in Joannes „Jan“ Josephus Ignatius Harte van Tecklenburg.
Am 1. August 1901 wurde Jan Harte van Tecklenburg, der als Finanzexperte des Rooms-Katholieke Bond van Kiesvereinigingen galt, zum Finanzminister (Minister van Financiën) in das Kabinett Kuyper berufen, dem er bis zum 16. August 1905 angehörte. Sein im Februar 1904 vorgelegtes Zollgesetz (Tariefwet) zur Erhöhung der Einfuhrzölle konnte nicht mehr abschließend behandelt werden.
Neben seiner politischen Laufbahn war Harte van Tecklenburg auch als Unternehmer tätig und gehörte zwischen 1902 und 1913 dem Aufsichtsrat der A. Jurgens’ Vereenigde Fabrieken N.V., dem Unternehmen seines Schwiegervaters an, und war zuletzt von 1913 bis zu seinem Tode 1937 Vorsitzender dieses Aufsichtsrates. Nachdem er zwischen dem 16. August 1905 und dem 15. Juli 1908 kein öffentliches Amt bekleidet hatte, wurde er durch Königliches Dekret vom 11. Juli 1908 zum Mitglied des Staatsrates (Raad van State) ernannt, dem er vom 15. Juli 1908 bis zum 1. Mai 1934 angehörte. Während dieser Zeit fungierte er 1928 sowie 1932 kurzzeitig als kommissarischer Vizepräsident des Staatsrates.